# Ryszard Wiszowaty
Ryszard Wiszowaty (ur. 10 września 1894 w Wiszowatem, zm. 2 września 1971 w Londynie) – major kawalerii Wojska Polskiego, działacz emigracyjny

## Kariera
W 1915 zakończył naukę w Gimnazjum św. Katarzyny w Petersburgu egzaminem maturalnym. W latach 1915–1917 studiował w Cesarskiej Wojskowej Akademii Medycznej w Petersburgu. Z powodu rewolucji przerwał studia i osiadł w Knyszynie. Tam w listopadzie 1918 wziął udział w rozbrojeniu Niemców. W 1919 wstąpił, jako ochotnik do Pułku Jazdy Tatarskiej (1 szwadron – służba liniowa na froncie). W latach 1919–1920 słuchacz Szkoły Oficerów Jazdy w Przemyślu. Od 7 maja 1920 w 10 Pułku Ułanów Litewskich z Białegostoku. 1 września 1920  mianowany na stopień podporucznika. Uczestnik wojny polsko-bolszewickiej. Za udział w potyczce we wsi Wiekszyce (12 października 1920) odznaczony Krzyżem Walecznych. Po pokoju ryskim pozostał w wojsku, w 10 Pułku Ułanów. Z czasem dowódca plutonu łączności. W latach 1922–1923 odbywał II Oficerski Kurs Wychowania Fizycznego w Centralnej Wojskowej Szkole Gimnastyki i Sportów w Poznaniu. Od 17 lutego 1923 – porucznik. 4 grudnia 1934 został przeniesiony z 10 puł do Dowództwa Obszaru Warownego „Wilno” na stanowisko kierownika kancelarii głównej. Na tym stanowisku pełnił służbę w do 1939. Na stopień kapitana został mianowany ze starszeństwem z 19 marca 1937 i 62. lokatą w korpusie oficerów administracji, grupa administracyjna. Zgodnie z obowiązującą wówczas pragmatyką oficerską, jako oficer kawalerii przeniesiony do grupy administracyjnej korpusu oficerów administracji zachował umundurowanie oficera korpusu osobowego kawalerii oraz prawo do tytułu rotmistrza.

Herb Pierzchała/Roch

W kampanii wrześniowej 1939 objął dowództwo nad pięcioma szwadronami marszowymi (złożonych z żołnierzy 2 i 10 pułku ułanów oraz ochotników) wchodzących w skład Brygady Rezerwowej Kawalerii Wołkowysk. Na rozkaz generała Wacława Przeździeckiego od 15 września na czele swojego oddziału operował w rejonie Białystok-Wołkowysk staczając liczne potyczki z sowietami. Uczestnik walk pod Dubnem (19 września), starcia z dywersantami i sowieckimi oddziałami pancernymi w Skidlu (20–21 września), Obrony Grodna, starć pod Sopoćkiniami i bitwy pod Kodziowcami (21/22 września 1939). Według relacji  20 września w rejonie Skidla oddział rtm. Wiszowatego zniszczył w nierównej walce z doborowymi oddziałami wroga 4 czołgi sowieckie. 21 września walczył na zachód od Skidla i zniszczył 3 czołgi sowieckie. Wraz z resztką oddziału przeszedł granicę z Litwą i został internowany. Po ucieczce przedostał się do Francji, gdzie dołączył do polskiego wojska. 19 stycznia 1941 reprezentował macierzysty 10 Pułk Ułanów podczas zjazdu zorganizowanego w siedzibie Co-operative Society w Dunfermline w Szkocji. 1 marca 1942 w bazie Dywizjonu 303 w Northolt założył się z angielskimi lotnikami, że pilot Jan "Antoni" Daszewski zestrzeli z jego głowy paczkę papierosów „Lucky Strike”. W kronice dywizjonu zachował się dokument poświadczający ten fakt podpisany przez oficerów pilotów. Nadaniem z 30 grudnia 1949 uprawniony do noszenia Krzyża Walecznych z jednym okuciem. Po wojnie pozostał w Wielkiej Brytanii. Aktywny w środowisku emigracyjnym. Kilkukrotnie brał udział w obchodach święta pułku organizowanych w Instytucie Sikorskiego w Londynie. Zmarł 2 września 1971 w Londynie. Został pochowany na Cmentarzu South Ealing.

## Życie prywatne
Wywodził się z rodziny szlacheckiej Wiszowatych h. Roch (Pierzchała) z gałęzi posługującej się przydomkiem "Szcześniak". Urodzony w rodzinnym majątku. Syn Antoniego i Emilii z Wiszowatych. Dwukrotnie żonaty, po zmianie wyznania na ewangelicko-reformowane i rozwodzie, wziął ślub 4 grudnia 1923 w warszawskim kościele ewangelicko-reformowanym się z Jadwigą z Klimmów. Nie miał dzieci.

## Ordery i odznaczenia
- Krzyż Walecznych dwukrotnie
- Srebrny Krzyż Zasługi – 19 marca 1937 „za zasługi w służbie wojskowej”[10]
- Medal Pamiątkowy za Wojnę 1918–1921
- Medal Dziesięciolecia Odzyskanej Niepodległości